# Camptostoma
Camptostoma là một chi chim trong họ Tyrannidae.